# Le mie notti sono più belle dei vostri giorni
Le mie notti sono più belle dei vostri giorni è un film del 1989, scritto e diretto da Andrzej Żuławski, con protagonista Sophie Marceau. La pellicola è tratta dall'omonimo romanzo della scrittrice Raphaële Billetdoux, che ha però rinnegato il film a causa di insanabili disaccordi con il regista.

## Trama
Durante un consulto medico, Lucas, un geniale informatico, scopre di essere afflitto da una malattia incurabile al cervello e di avere a disposizione soltanto pochi giorni di vita. Il giorno stesso della diagnosi, Lucas incontra in un bar l'avvenente Blanche, una giovane artista - caratterizzata da veggenza - che si esibisce con successo in diversi locali in tutta la Francia; assiste così ad un suo spettacolo a Parigi, se ne innamora e decide di seguirla a Biarritz. Durante il soggiorno, Lucas riesce a conquistare Blanche, i due si amano e danno vita ad una relazione breve ma molto intensa. Scoprono di essere legati da un'infanzia tragica; Lucas aveva assistito all'annegamento dei genitori, Blanche e sua madre erano vittime di un padre/marito violento e manesco. La loro storia va avanti per giorni, nonostante la malattia di Lucas inceda inesorabile e in lui comincino a manifestarsi nefasti squilibri mentali; la fine per Lucas è ormai vicina, ma la forza dell'amore convince Blanche a morire insieme a lui. I due si spingeranno nel mare aperto, lasciandosi dunque avvolgere dalle onde.

## Critica
- Żuławski continua il suo cinema delirante, incline al grottesco, ma qui gira a vuoto in un esercizio sterilmente formalistico. Commento del dizionario Morandini che assegna al film una stella e mezzo su cinque di giudizio.[2]
- L'ennesimo film di Żuławski da sempre combattuto tra il voyeurismo e l'intelletto. Commento del dizionario Farinotti che assegna al film due stelle su cinque di giudizio[3]